# Douglass Cadwallader
Douglass Pope Cadwallader (29 de janeiro de 1884 — 7 de fevereiro de 1971) foi um golfista norte-americano que competiu nos Jogos Olímpicos de Verão de 1904. Fez parte da equipe norte-americana que conquistou a medalha de bronze.